# Liste des amphibiens en France métropolitaine

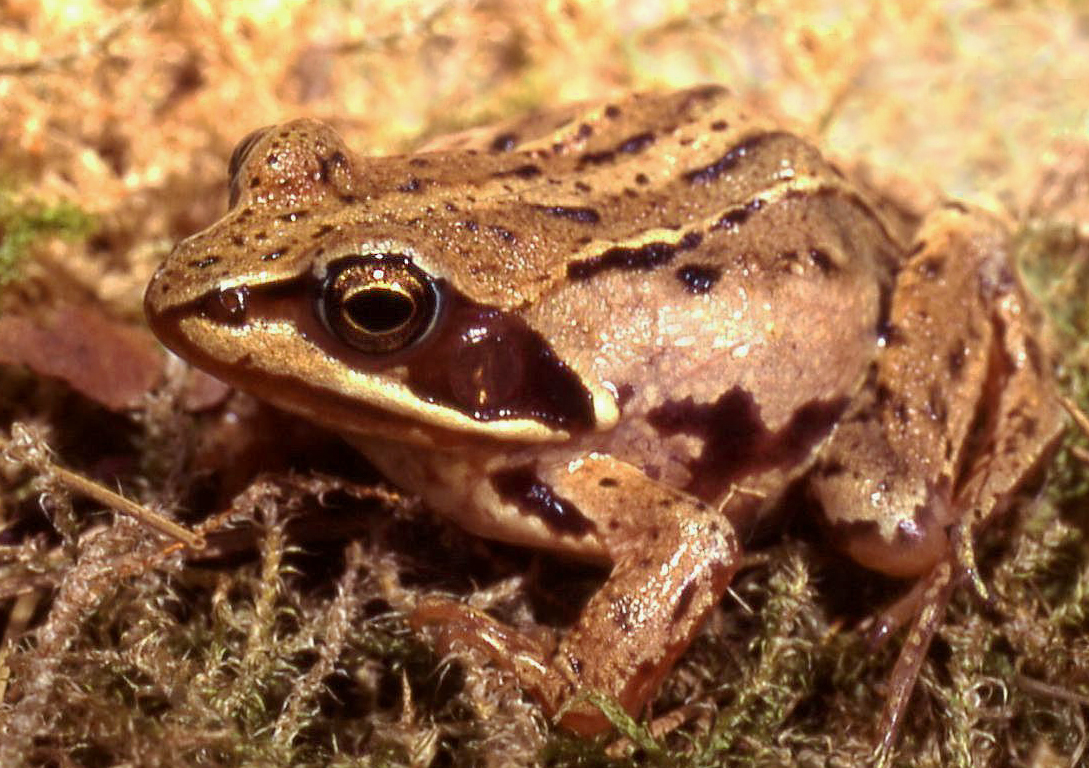
La grenouille des champs est considérée comme en danger critique d'extinction en France par l'UICN.

Cette liste des amphibiens de France regroupe les espèces d'amphibiens vivant en France métropolitaine (Corse comprise).
Elle comporte 43 espèces réparties en deux ordres :
- 32 espèces d'anoures
- 13 espèces d'urodèles

Parmi elles, on compte :
- 13 (soit 30 %) espèces considérées comme menacées par l'Union internationale pour la conservation de la nature (UICN). Le statut UICN apparaissant sur la Liste rouge relative à la France est précisé.
- Plusieurs espèces introduites et invasives

Trois espèces sont endémiques de France, en l'occurrence de Corse.

## Anoures

### Rainettes
On classe communément les rainettes parmi les grenouilles même si scientifiquement on sépare les grenouilles (ranidés) des rainettes (hylidés) notamment parce que les rainettes sont équipées de pelotes adhésives au bout des doigts leur permettant un mode de vie arboricole (en Europe, les rainettes sont les seuls amphibiens à avoir ce mode de vie de grimpeur). Elles ne dépassent pas 5 cm de long, ont la peau lisse, vert très vif, ont le ventre gris-blanc et présentent une bande brune de l'œil aux flancs.
Sont trouvées en France quatre espèces :
| Image                | Nom vernaculaire     | Espèce            | Sous-espèce               | Répartition                       | Statut UICN France | Statut UICN mondial | Note                               |
| -------------------- | -------------------- | ----------------- | ------------------------- | --------------------------------- | ------------------ | ------------------- | ---------------------------------- |
| Rainette méridionale | Rainette méridionale | Hyla meridionalis | Pas de sous-espèce connue | Sud de la France (hors Corse)     | (LC)               | (LC)                |                                    |
| Rainette ibérique    | Rainette ibérique    | Hyla molleri      | Pas de sous-espèce connue | Pyrénées Atlantiques (hors Corse) | (VU)               | (NE)                |                                    |
| Rainette sarde       | Rainette sarde       | Hyla sarda        | Pas de sous-espèce connue | Corse                             | (LC)               | (LC)                | Endémique de Corse et de Sardaigne |
| Rainette verte       | Rainette verte       | Hyla arborea      | - H. a. arborea           | Deux tiers nord de la France      | (NT)               | (LC)                |                                    |

### Grenouilles
Le terme « grenouille » est un nom vernaculaire donné à certains amphibiens, principalement dans la famille des Ranidae. À un de ses stades de développement, la larve de la grenouille est appelée un têtard.
Les grenouilles font partie de l'ordre des anoures, tout comme les rainettes, qui sont en général plus vertes et arboricoles, les crapauds dont la peau est plus granuleuse et les xénopes strictement aquatiques. Tous ces termes usuels correspondant à des aspects extérieurs plus qu'à des classements strictement taxinomiques.
En Europe, parmi les espèces de grenouilles les plus connues figurent la Grenouille verte et la Petite grenouille verte, la Grenouille des champs, la Grenouille rousse et en élevage la Grenouille rieuse.
Sont trouvées en France :
| Image                        | Nom vernaculaire             | Espèce                    | Sous-espèce                             | Répartition                                    | Statut UICN France | Statut UICN mondial | Note                                   |
| ---------------------------- | ---------------------------- | ------------------------- | --------------------------------------- | ---------------------------------------------- | ------------------ | ------------------- | -------------------------------------- |
| Grenouille taureau           | Grenouille taureau           | Lithobates catesbeianus   | Pas de sous-espèce connue               | Dordogne, Gironde et Loir-et-Cher              | (NA)               | (LC)                | Introduite et potentiellement invasive |
| Grenouille verte de Bedriaga | Grenouille verte de Bedriaga | Pelophylax bedriagae      | Pas de sous-espèce connue               | France métropolitaine (hors Corse)             | (NA)               | (LC)                | Introduite                             |
| Grenouille verte             | Grenouille verte             | Pelophylax kl. esculentus | Pas de sous-espèce connue               | Deux tiers nord de la France                   | (NT)               | (NE)                |                                        |
|                              | Grenouille de Graf           | Pelophylax kl. grafi      | Pas de sous-espèce connue               | Sud de la France (hors Corse)                  | (NT)               | (NE)                |                                        |
| Grenouille de Lessona        | Grenouille de Lessona        | Pelophylax lessonae       | Pas de sous-espèce connue               | Deux tiers nord de la France                   | (NT)               | (LC)                |                                        |
| Grenouille de Pérez          | Grenouille de Pérez          | Pelophylax perezi         | Pas de sous-espèce connue               | Côte atlantique, Pyrénées et côte méditerranée | (NT)               | (LC)                |                                        |
| Grenouille rieuse            | Grenouille rieuse            | Pelophylax ridibundus     | Pas de sous-espèce connue               | France métropolitaine (hors Corse)             | (LC)               | (LC)                |                                        |
|                              | Grenouille saharienne        | Pelophylax saharicus      |                                         | Basse-Provence                                 | (NA)               | (LC)                | Introduite                             |
| Grenouille des champs        | Grenouille des champs        | Rana arvalis              | - R. a. arvalis                         | Nord et Alsace                                 | (EN)               | (LC)                |                                        |
| Grenouille agile             | Grenouille agile             | Rana dalmatina            | Pas de sous-espèce connue               | France métropolitaine (hors Corse)             | (LC)               | (LC)                |                                        |
| Grenouille des Pyrénées      | Grenouille des Pyrénées      | Rana pyrenaica            | Pas de sous-espèce connue               | Pyrénées-Atlantiques                           | (EN)               | (EN)                |                                        |
| Grenouille rousse            | Grenouille rousse            | Rana temporaria           | - R. t. canigonensis - R. t. temporaria | France métropolitaine (hors Corse)             | (LC)               | (LC)                |                                        |

### Crapauds
Le mot « crapaud » est un nom vernaculaire ambigu donné en français à plus de 500 espèces différentes d'amphibiens anoures, les Bufonidae et parmi eux les représentants du genre Bufo, genre le mieux représenté sur la planète avec plus de 250 espèces.
Comme d'autres amphibiens (dendrobates par exemple), les crapauds produisent, parfois déjà à l'état de têtard, des venins contenant des agents toxiques et parfois aussi hallucinogènes, qui les protègent de nombreux prédateurs. De plus leur peau est plus épaisse et résistante à la déshydratation et aux blessures.
- Famille des Alytidae

| Image             | Nom vernaculaire  | Espèce                   | Sous-espèce                                         | Répartition            | Statut UICN France                     | Statut UICN mondial | Note      |
| ----------------- | ----------------- | ------------------------ | --------------------------------------------------- | ---------------------- | -------------------------------------- | ------------------- | --------- |
| Alyte accoucheur  | Alyte accoucheur  | Alytes obstetricans      | - A. o. obstetricans - A. o. almogavarii            | France métropolitaine  | (LC)                                   | (LC)                |           |
| Discoglosse corse | Discoglosse corse | Discoglossus montalentii | Pas de sous-espèce connue                           | Corse                  | (NT)                                   | (NT)                | Endémique |
| Discoglosse peint | Discoglosse peint | Discoglossus pictus      | - D. p. auritus ou D. p. scovazzi selon les auteurs | Corse                  | (NA)                                   | (LC)                | Introduit |
| Discoglosse sarde | Discoglosse sarde | Discoglossus sardus      | Pas de sous-espèce connue                           | Corse et îles d'Hyères | pour les populations des îles d'Hyères | (LC)                |           |

- Famille des Bombinatoridae

| Image                  | Nom vernaculaire        | Espèce            | Sous-espèce       | Répartition                                                                            | Statut UICN France | Statut UICN mondial | Note      |
| ---------------------- | ----------------------- | ----------------- | ----------------- | -------------------------------------------------------------------------------------- | ------------------ | ------------------- | --------- |
| Sonneur à ventre jaune | Sonneur à ventre jaune  | Bombina variegata | - B. v. variegata | France métropolitaine                                                                  | (VU)               | (LC)                |           |
|                        | Sonneur à ventre de feu | Bombina bombina   |                   | Lorraine thioise, individus isolés trouvés dans le nord du Massif central et le Morvan | (NA)               | (LC)                | Introduit |

- Famille des Bufonidae

| Image            | Nom vernaculaire | Espèce            | Sous-espèce                        | Répartition                            | Statut UICN France                                                                  | Statut UICN mondial | Note |
| ---------------- | ---------------- | ----------------- | ---------------------------------- | -------------------------------------- | ----------------------------------------------------------------------------------- | ------------------- | ---- |
| Crapaud calamite | Crapaud calamite | Epidalea calamita | Pas de sous-espèce connue          | France métropolitaine (hors Corse)     | (LC)                                                                                | (LC)                |      |
| Crapaud commun   | Crapaud commun   | Bufo bufo         | - B. b. bufo - B. b. spinosus      | France métropolitaine (hors Corse)     | (LC)                                                                                | (LC)                |      |
| Bufo spinosus    | Crapaud épineux  | Bufo spinosus     | Pas de sous-espèce                 | Sud de la France                       | (NE)                                                                                | (NE)                |      |
| Crapaud vert     | Crapaud vert     | Bufotes viridis   | - B. v. viridis - B. v. balearicus | Extrême nord-est de la France et Corse | d'une manière générale pour les populations du nord-est pour les populations corses | (LC)                |      |

- Famille des Pelobatidae

| Image                | Nom vernaculaire    | Espèce              | Sous-espèce               | Répartition                               | Statut UICN France | Statut UICN mondial | Note |
| -------------------- | ------------------- | ------------------- | ------------------------- | ----------------------------------------- | ------------------ | ------------------- | ---- |
| Pélobate brun        | Pélobate brun       | Pelobates fuscus    | - P. f. fuscus            | Alsace et Lorraine                        | (EN)               | (LC)                |      |
| Pélobates cultripède | Pélobate cultripède | Pelobates cultripes | Pas de sous-espèce connue | Pourtour méditerranéen et côte atlantique | (VU)               | (VU)                |      |

- Famille des Pelodytidae

| Image            | Nom vernaculaire | Espèce              | Sous-espèce               | Répartition                        | Statut UICN France | Statut UICN mondial | Note |
| ---------------- | ---------------- | ------------------- | ------------------------- | ---------------------------------- | ------------------ | ------------------- | ---- |
| Pélodyte ponctué | Pélodyte ponctué | Pelodytes punctatus | Pas de sous-espèce connue | France métropolitaine (hors Corse) | (LC)               | (LC)                |      |

- Famille des Pipidae

| Image | Nom vernaculaire | Espèce         | Sous-espèce | Répartition                                | Statut UICN France | Statut UICN mondial | Note                          |
| ----- | ---------------- | -------------- | ----------- | ------------------------------------------ | ------------------ | ------------------- | ----------------------------- |
|       | Xénope du Cap    | Xenopus laevis |             | En limite Poitou-Anjou et près de Bordeaux | (NA)               | (LC)                | Espèce introduite et invasive |

## Urodèles

### Tritons
Les tritons sont des amphibiens urodèles, représentés entre autres par le genre Triturus. Ils s'apparentent aux salamandres ; d'une manière générale, on appelle plutôt « tritons » les urodèles qui, à l'état adulte, sont munis de poumons mais passent beaucoup de temps dans l'eau. Cette distinction souffre de nombreuses exceptions, du fait que les mots « triton » et « salamandre » précèdent de longtemps la découverte de nombreuses espèces — cependant, elle reste particulièrement valide en Europe.
- Lissotriton vulgaris — Triton ponctué
- Lissotriton helveticus — Triton palmé
- Triturus cristatus — Triton crêté
- Triturus carnifex — Triton crêté italien
- Ichthyosaura alpestris — Triton alpestre
- Triturus marmoratus — Triton marbré

### Salamandres
En zoologie, le nom vernaculaire « salamandre » désigne une grande partie des espèces d'amphibiens urodèles (Urodela ou Caudata). L'une des plus connues est la salamandre commune (Salamandra salamandra), rencontrée un peu partout en Europe.
- Salamandra salamandra — Salamandre commune
- Salamandra atra — Salamandre alpestre
- Salamandra corsica — Salamandre de Corse
- Salamandra lanzai — Salamandre de Lanza

### Euproctes
Les euproctes sont des amphibiens urodèles, représentés par les genres Euproctus et Calotriton.
- Euproctus montanus — Euprocte corse
- Calotriton asper — Euprocte des Pyrénées

### Autre
- Speleomantes strinatii — Spélerpès de Strinati
- La grenouille blanche

### Famille:Plethodontidés
| Genre       | Nom binominal, nom vernaculaire et auteur                   | Origine en France | Répartition géographique | Statut UICN mondial | Statut UICN France | Image |
| ----------- | ----------------------------------------------------------- | ----------------- | ------------------------ | ------------------- | ------------------ | ----- |
| Hydromantes | Speleomantes strinatii (Spélerpès de Strinati) Aellen, 1958 | Autochtone        |                          | (NT)                | (LC)               |       |

### Famille:Salamandridés
| Genre        | Nom binominal, nom vernaculaire et auteur                                          | Origine en France   | Répartition géographique | Statut UICN mondial | Statut UICN France | Image |
| ------------ | ---------------------------------------------------------------------------------- | ------------------- | ------------------------ | ------------------- | ------------------ | ----- |
| Calotriton   | Calotriton asper (Calotriton des Pyrénées) Dugès, 1852                             | Autochtone          |                          | (NT)                | (VU)               |       |
| Euproctus    | Euproctus montanus (Euprocte de Corse) Savi, 1838                                  | Endémique           |                          | (LC)                | (LC)               |       |
| Ichthyosaura | Ichthyosaura alpestris (Triton alpestre) Laurenti, 1768                            | Autochtone          |                          | (LC)                | (LC)               |       |
| Lissotriton  | Lissotriton helveticus (Triton palmé) Razoumovsky, 1789                            | Autochtone          |                          | (LC)                | (LC)               |       |
| Lissotriton  | Lissotriton vulgaris (Triton ponctué) Linnaeus, 1758                               | Autochtone          |                          | (LC)                | (NT)               |       |
| Triturus     | Triturus carnifex (Triton crêté italien) Laurenti, 1768                            | Introduit           |                          | (LC)                | (NA)               |       |
| Triturus     | Triturus cristatus (Triton crêté) Laurenti, 1768                                   | Autochtone          |                          | (LC)                | (NT)               |       |
| Triturus     | Triturus kl. blasii (Triton de Blasius) De l’Isle, 1862                            | Peut-être endémique |                          | (NE)                | (NA)               |       |
| Triturus     | Triturus marmoratus (Triton marbré) Latreille, 1800                                | Autochtone          |                          | (LC)                | (NT)               |       |
| Salamandra   | Salamandra atra (Salamandre noire) Laurenti, 1768                                  | Autochtone          |                          | (LC)                | (VU)               |       |
| Salamandra   | Salamandra corsica (Salamandre de Corse) Savi, 1838                                | Endémique           |                          | (LC)                | (NT)               |       |
| Salamandra   | Salamandra lanzai (Salamandre de Lanza) Nascetti, Andreone, Capula & Bullini, 1988 | Autochtone          |                          | (VU)                | (NT)               |       |
| Salamandra   | Salamandra salamandra (Salamandre tachetée) Linnaeus, 1758                         | Autochtone          |                          | (LC)                | (LC)               |       |

## Autres références
- La liste rouge de l'UICN relative aux amphibiens de France
- Référence taxinomique : Amphibian Species of the World (ASW) (en)
- Pour les noms vernaculaires, répartitions et sous-espèces : Duguet, R. et Melki F. (coords.) 2003. Les amphibiens de France, Belgique et Luxembourg. Biotope, collection Parthénope, Mèze, 480 p.